# Pietro Marchetti
Pietro Marchetti (Pádua, 1589 — Pádua, 16 de Abril de 1673) foi cirurgião, anatomista e médico italiano e pai de Domenico Marchetti e Antonio Marchetti (1640-1730). Estudou na Universidade de Pádua onde se formou em Medicina e tendo sido aluno de Hieronymus Fabricius (1537-1619).  Em 28 de fevereiro de 1652 foi nomeado professor de anatomia e cirurgia do Ateneu, em Pádua, tendo sido homenageado com o título de Cavaleiro de São Marcos. Foi um profundo conhecedor de anatomia e cirurgião dedicado e inovador.
Dentre suas contribuições científicas, destacam-se a cirurgia hepática e ortopédica, ferimentos com arma de fogo, e a neurocirurgia, chegando a praticar a trepanação do crânio, objetivando a cura da epilepsia pós-traumática. Estudou também com as fístulas intestinais e anais; as úlceras e fístulas do ureter e da espinha bífida. Em 23 de novembro de 1669, quando tinha 80 anos, afastou-se de seu posto na universidade, deixando sua cátedra para seu filho Antonio Marchetti. Foi sepultado com grandes homenagens na Basílica de Santo Antônio, em Pádua. Segundo o historiador inglês de Medicina, Edward Theodore Withington, ele foi o cirurgião italiano mais importante do século XVII. Suas obras foram traduzidas para o inglês, alemão e francês.

## Obras
- Noua observatio, et curatio chirurgica, Patavii: Typ. J. B. Pasquati, 1654
- Anatomia, Venetiis, 1654
- Tendinis flexoris pollicis ab equo evulsi observatio, 1658
- Observationum Medico-Chirurgicarum rariorum sylloge, Patavii, typis Matthaei de Cadorinis, 1664, 1685; Amstelodami, 1665; Londini, 1729; Nuremberg, 1673
- Recueil d'observations rares de médecine et de chirurgie, par Pierre de Marchettis, (a cura di Auguste Warmont), Paris, A. Coccoz libraire, 1858
- Observationum Medico-Chirurgicarum rariorum sylloge, Patavii: typis Iacobi de Cadorinis, 1675
- Observationes et tractatus medicochirurgici - 1772